# ماني فيلار
ماني فيلار (بالإنجليزية: Manny Villar)‏ (و. 1949 –  م) هو سياسي من الفلبين .